# Khmer Krom
De Khmer Krom zijn Khmers (Cambodjanen) die in het zuiden van het hedendaagse Vietnam wonen.
Dit gebied behoorde ooit tot het Khmer-rijk, maar het werd in de loop der eeuwen door de Vietnamezen veroverd. De Khmer Krom voelen zich in Vietnam gediscrimineerd en achtergesteld ten opzichte van de Vietnamezen. Hoeveel Khmer Krom er precies zijn is niet duidelijk, afhankelijk van wie de telling doet varieert het aantal tussen 1 en 7 miljoen personen. De Vietnamese regering heeft geprobeerd de Khmer Krom te assimileren door huwelijken met Vietnamezen maar dit is min of meer mislukt.
Tegenwoordig wordt dit gebied door Cambodjanen ook wel Kampuchea Krom genoemd. Khmer Krom die naar Cambodja emigreren worden ook daar gediscrimineerd, omdat ze gezien worden als Vietnamezen die het land proberen te kolonialiseren.
De Khmer Krom hangen voornamelijk het Theravada-boeddhisme aan; dit in tegenstelling tot de Vietnamezen die het Mahayana-boeddhisme aanhangen. Vertegenwoordigers van de Khmer Krom claimen dat, ook al dragen ze Vietnamese kleding en hebben ze Vietnamese paspoorten, ze nog altijd Khmer zijn.